# (1852) Carpenter
(1852) Carpenter (1955 GA; 1931 TT2; 1937 WH; 1939 FK) ist ein Asteroid des Hauptgürtels, der am 1. April 1955 am Goethe-Link-Observatorium entdeckt wurde. Der Asteroid wurde nach Edwin Frances Carpenter (1898–1963), einem US-amerikanischen Astronom benannt.